# Federazione di baseball dell'Irlanda
La Federazione irlandese di baseball (eng. Baseball Ireland) è un'organizzazione fondata nel 1995 per governare la pratica del baseball in Irlanda.
Organizza il campionato di baseball irlandese, e pone sotto la propria egida la nazionale maschile.